# Good Luck
Good Luck是一首在2019冠狀病毒病疫情下為香港人打氣的歌曲，由林日曦作曲及填詞、何秉舜編曲及監製、黎明主唱，於2022年3月4日由唱片公司A music以數碼形式發行，截至2022年3月18日，這首歌的音樂短片在YouTube網站錄得超過一百一十五萬觀看次數及九萬多個讚好次數。

## 背景
2022年，香港爆發2019冠狀病毒病的第5波疫情，確診人數屢創新高，各行各業均受影響，市民亦感到身心疲累。黎明曾於2022年2月推出歌曲〈全身想旅行〉，以輕鬆的氣氛表達香港人因為疫情關係而未能出埠的鬱悶，他覺得在疫情下每個人都身心疲累，要面對不同的問題，因此於2022年3月再度推出歌曲，希望透過歌曲向大眾說句「Good Luck」。

## 製作沿革

### 曲名由來
這首歌名為「Good Luck」，「Good Luck」是黎明在公開演出時常用的口頭禪之一，他在2016年舉行的《黎明Leon 30th Anniversary Random Love Songs 4D in Live 2016》演唱會談到自己畏高，並表達自己對「加油」二字的新看法。黎明表示當他挑戰高空動作時，台下觀眾叫他「加油」，他覺得「加油」的意思是叫他去死，因此要求觀眾改為叫「Good Luck」，至此之後，黎明和歌迷都以「Good Luck」取代「加油」。

### 歌曲製作
2022年3月，黎明透過電話向林日曦表示想以一首簡單的歌曲祝大家「Good Luck」，林日曦不久便完成作曲及填詞，他將自己錄製的樣本歌曲交給黎明，黎明邀請何秉舜用結他編曲，並於十八小時內完成灌錄工作。這首歌的音樂短片由黎明以一鏡到底的方式親自拍攝，時長1分23秒，短片內容以黎明時的天空為主，臨近尾聲鏡頭轉向黎明本人，黎明戴着口罩向觀眾說「Good Luck」。這首歌由構思、作曲、填詞，到中期錄音、拍攝音樂短片，至後期混音製作及推出，在三十小時內完成。

## 評論摘要

### 製作團隊
2022年3月4日，黎明的社交平台帳戶分享歌曲〈Good Luck〉，並留言表示作為音樂從業員，只能嘗試用音樂去為大眾帶來一點輕鬆及共勉，希望大眾保護好自己和家人，在心靈上互相打氣及舉手擊掌，而黎明的助手子泉向傳媒轉述指，黎明希望給予大眾心靈上的鼓勵，共渡時艱。林日曦表示這首歌能夠在三十小時內完成整個製作過程，有兩個可能性，其一是黎明暗戀他；其二是黎明暗戀大家，而他認為是後者。

### 各界評論
評論認為〈Good Luck〉是黎明純粹唱給香港人聽的歌曲，而並非為了派台而創作的流行曲，時長只有1分23秒，從構思到推出用了不多於三十小時的時間，沒有龐大的演出陣容，也沒有激昂口脗，但相當勵志，歌詞十分鼓勵人心，寫出香港人在疫情的困境和心聲，這首歌以純結他伴奏，令人感到寧靜和舒服，林日曦創作的歌詞以顯淺真誠語句為主，不浮誇造作，首句歌詞「這首歌不會太勵志／志在於漆黑中講一點小事」寫出了這首歌的重點，而整首歌彷如黎明用柔和的聲線在聽眾耳邊輕輕說話作出鼓勵，具有溫柔的治療力，歌曲音樂短片是黎明的隨意快拍，鏡頭聚焦在黎明時分的天空，一鏡到尾的拍攝手法沒有拖泥帶水的花巧，亦點出歌詞「黑夜清晨和正午，這種循環法則很堅固」的天理循環主題。有網民認為這首歌是由林日曦的妻子The Pancakes（蔡明麗）創作，卻冠上林日曦之名，蔡明麗隨即在社交網站平台否認，不少網民在收聽歌曲後留言表示感動，不自主地哭出來，他們認為黎明的歌聲加上結他伴奏，感覺很舒服，亦感受到黎明對香港市民的祝福和關心，有確診者表示由這首歌得到溫暖和力量，也有人認為黎明是屬於香港人的黎明，由童年開始一直陪伴大家成長，並對黎明的心意表示感謝。

## 外部連結
- 黎明 Leon Lai - Good Luck （页面存档备份，存于） AMusic Official Channel. 2022-03-04